# Зидарки
Зидарките (Sitta) са род дребни птици от разред Врабчоподобни (Passeriformes), единствени в семейство зидаркови (Sittidae).
Родът включва около 15 вида, повечето от които гнездят в планинските иглолистни гори на Северното полукълбо. Размерите им варират от 100 милиметра дължина и 10 грама маса при Sitta pusilla и Sitta pygmaea до 195 милиметра дължина и 47 грама маса при гигантската зидарка (Sitta magna). Изграждат характерни гнезда в дървесни хралупи и други кухини и се хранят главно с насекоми и други безгръбначни, които търсят в кората на дърветата.

## Видове
Семейство Sittidae – Зидаркови
- Род Зидарки – Sitta
  - Sitta arctica
  - Sitta azurea
  - Sitta canadensis – Червеногръда зидарка
  - Sitta carolinensis – Белогръда зидарка
  - Sitta cashmirensis
  - Sitta castanea
  - Sitta cinnamoventris
  - Sitta europaea – Горска зидарка
  - Sitta formosa
  - Sitta frontalis
  - Sitta himalayensis
  - Sitta insularis
  - Sitta krueperi
  - Sitta ledanti – Алжирска зидарка
  - Sitta leucopsis
  - Sitta magna – Гигантска зидарка
  - Sitta nagaensis
  - Sitta neglecta
  - Sitta neumayer – Скална зидарка
  - Sitta oenochlamys
  - Sitta przewalskii
  - Sitta pusilla
  - Sitta pygmaea
  - Sitta solangiae
  - Sitta tephronota
  - Sitta victoriae
  - Sitta villosa
  - Sitta whiteheadi
  - Sitta yunnanensis – Юннанска зидарка